# Paulus Birker
Dom Paulus Birker, né le 19 octobre 1814 à Sonthofen et mort le 29 novembre 1888 à Munich, est un moine bénédictin bavarois qui fut abbé fondateur de l'abbaye Saint-Boniface de Munich et de 1861 à 1877 abbé de l'abbaye de Disentis en Suisse.

## Biographie
Paulus Birker naît dans une famille d'artisan en 1814. Il fait ses études à Augsbourg au lycée Sainte-Anne (Gymnasium bei St. Anna), le lycée le plus ancien d'Allemagne, puis il étudie la théologie à l'université de Munich. Il entre en 1837 à l'abbaye Saint-Étienne d'Augsbourg qui a été fondée récemment. Il prononce ses vœux en 1838 et est ordonné prêtre en 1839. Il est vicaire de paroisse, maître des novices, curé de paroisse, puis prieur du prieuré d'Ottobeuren. En 1847, il est directeur de l'institut d'études supérieures d'Augsbourg, jusqu'en 1850.
Le 4 novembre 1850, le Louis Ier le nomma premier abbé de l'abbaye Saint-Boniface de Munich ; la bénédiction eut lieu le 5 juin 1851 par l'archevêque Karl August von Reisach. Le 28 mai 1852, il reçut le droit de pontifier lors d'une visite personnelle à Rome. Cependant, comme l'abbé Birker n'était pas en mesure d'affirmer ses idées sur l'ascèse monastique et la vie monastique au couvent avec ses idées trop strictes sur l'ascétisme monastique et la vie monastique (qui étaient difficilement compatibles avec les diverses tâches de Saint-Boniface en matière de pastorale paroissiale, d'éducation et de scolarité) ), il démissionne du gouvernement en 1854 mais conserve la dignité honorable.
Après quelques tentatives infructueuses pour fonder une nouvelle entreprise (Sonthofen et Liebenau près de Ravensberg), il quitte l'Allemagne et se rend en Suisse, d'abord à Rorschach, puis à Menzingen, où il travaille pendant quelques années comme directeur spirituel des sœurs franciscaines locales (Menzinger) (qu'il voulait transformer en religieuses bénédictines), jusqu'à ce que Theodosius Florentini (de) OFMCap, cousin et vicaire général de l'évêque Nikolaus Franz Florentini (de) de Coire, parvienne à l'attirer au monastère de Disentis dans les Grisons, Anselm Quinter en 1858.
Nikolaus Franz Florentini (de), en tant que visiteur de l'abbaye d'Einsiedeln, nomma Birker administrateur de Disentis le 13 novembre 1861, ce que Pie IX confirma le 30 mars 1862. Très respecté en tant qu'écolier, prédicateur et érudit, Birker tenta d'améliorer le système scolaire de Disentis avec l'aide d'un certain nombre de capitulaires mis à disposition d'Einsiedeln, mais il régna avec peu de chance et démissionna en 1877. car le gouvernement cantonal lui a accordé, ici aussi, le refus d'accepter librement les novices.

## Œuvres
- Grundlinie der christlichen Jugendbildung, 1850
- Träume und Schäume: Denkschrift über das Kloster Disentis, 1877